# Grand Canyon của Greenland
"Grand Canyon của Greenland" (tiếng Anh: Greenland's Grand Canyon) là tên hiệu của một hẻm núi có độ dài kỷ lục được khám phá dưới lớp băng phủ Greenland, theo lời tuyên bố tháng 8 năm 2013. Nó được đặt tên theo Hẻm núi lớn ở Hoa Kỳ.
Chương trình Operation IceBridge của NASA sử dụng máy ra đa để phát hiện một hẻm núi khổng lồ chạy ở dưới mặt băng từ điểm cao nhất ở trung tâm của Greenland về phía bắc tới vịnh hẹp của sông băng Petermann trên Bắc Băng Dương. Hẻm núi có lẽ ảnh hưởng đến các dòng nước chảy ở dưới lớp băng phủ từ phía trong đến bờ. Theo nhà địa lý Jonathan Bamber của Đại học Bristol, "Các tường hình V và đáy phẳng gợi ý rằng nước đã cào thung lũng ngầm này, chứ không phải băng đá."
Hẻm núi dài hơn 750 kilômét (466 mi), sâu đến 800 mét (2.600 ft), và rộng đến 10 kilômét (6 mi). Nó là hẻm núi dài nhất được khám phá trên Trái Đất cho đến nay. Tuy nhiên, hẻm núi sông Gandaki tại Nepal hiện là hẻm núi sâu nhất.
Hẻm núi hình thành trước lớp băng phủ và đã ảnh hưởng đến các dòng nước chảy ở dưới lớp băng phủ ở Greenland trong các chu kỳ sông băng trước đây.
Hẻm núi có tuổi ước lượng ít nhất 4 triệu năm nhưng có thể cổ xưa hàng triệu năm hơn. Sự khám phá được các nhà khoa học tại Đại học Bristol, Đại học Calgary, và Đại học Urbino công bố trên tạp chí Science ngày 30 tháng 8 năm 2013 (bài được đề xuất ngày 29 tháng 4 năm 2013).